# Вишча, Эдин
Э́дин Ви́шча (босн. Edin Višća; род. 17 февраля 1990[…], Олово) — боснийский футболист, вингер турецкого клуба «Трабзонспор».

## Карьера
Родился 17 февраля 1990 года, в восточном городе СФРЮ (сейчас Боснии и Герцеговины), Олово. Выходец боснийского футбольного клуба «Будучност» (Бановичи). Профессиональную карьеру, Эдин начал в столичном клубе «Железничар», в котором провел 2 сезона. В первом сезоне, Вишча помог клубу выиграть чемпионат, а во втором — национальный кубок. За «Железничар», Эдин провел 38 матчей и забил 11 голов.

### «Истанбул Башакшехир»
10 августа 2011 года Вишча подписал пятилетний контракт с турецким клубом «Истанбул ББ», с которым в 2013 году вылетел из Суперлиги в первую лигу.
В августе 2016 года продлил свой контракт до июня 2021 года.
14 января 2017 года Вишча забил свой 51-й гол за турецкую команду, став лучшим бомбардиром клуба за всю историю. 26 февраля он сыграл свою 200-ю игру за клуб в матче против «Османлыспора». В конце сезона Вишча был лучшим ассистентом лиги, набрав 15 очков, что также сделало его вторым лучшим в Европе в этой статистической категории, уступив только Кевину Де Брёйне.

### «Трабзонспор»
5 января 2022 года Вишча перешёл в турецкий «Трабзонспор». Контракт подписан до июня 2025 года. 15 января 2022 года футболист дебютировал за свой новый клуб в матче чемпионата Турции.

## Выступление в сборной
В период 2010—2012 годов, Эдин выступал за молодёжную сборную Босния и Герцеговина. С молодёжной сборной он провел 16 официальных матчей, забив 3 гола.
10 декабря 2010 года, дебютирует в национальной сборной Боснии и Герцеговины, в товарищеском матче против сборной Польши (2:2), сыграв весь матч и получив жёлтую карточку.
Был включён в состав сборной на чемпионат мира 2014 в Бразилии, на котором сыграл в двух матчах групповой стадии ( против Аргентины и Ирана).
21 мая 2021 года завершил международную карьеру.

### Матчи за сборную
| Сборная              | Год   | Матчи | Голы |
| -------------------- | ----- | ----- | ---- |
| Босния и Герцеговина |       |       |      |
| 2010                 | 1     | 0     |      |
| 2011                 | 0     | 0     |      |
| 2012                 | 0     | 0     |      |
| 2013                 | 6     | 0     |      |
| 2014                 | 8     | 0     |      |
| 2015                 | 7     | 2     |      |
| 2016                 | 6     | 0     |      |
| 2017                 | 5     | 3     |      |
| 2018                 | 9     | 3     |      |
| 2019                 | 8     | 2     |      |
| 2020                 | 5     | 0     |      |
| Итого                | Итого | 50    | 10   |

#### Голы за сборную
| Голы | Дата            | Место                                        | Соперник         | Счёт | Результат | Турнир                    |
| ---- | --------------- | -------------------------------------------- | ---------------- | ---- | --------- | ------------------------- |
| 1.   | 12 Июня 2015    | Билино Поле, Зеница, Босния и Герцоговина    | Израиль          | 1-1  | 3-1       | Квалификация на Евро-2016 |
| 2.   | 12 Июня 2015    | Билино Поле, Зеница, Босния и Герцоговина    | Израиль          | 3-1  | 3-1       | Квалификация на Евро-2016 |
| 3.   | 25 марта 2017   | Билино Поле, Зеница, Босния и Герцеговина    | Гибралтар        | 4-0  | 5-0       | Квалификация на ЧМ 2018   |
| 4.   | 31 августа 2017 | ГСП, Никосия, Республика Кипр                | Кипр             | 2-0  | 2-3       | Квалификация на ЧМ 2018   |
| 5.   | 7 октября 2017  | Грбавица, Сарайево, Босния и Герцеговина     | Бельгия          | 2-1  | 3-4       | Квалификация на ЧМ 2018   |
| 6.   | 1 июня 2018     | Стадион Кубка мира, Чонджу, Республика Корея | Республика Корея | 1-0  | 3-1       | Товарищеский матч         |
| 7.   | 1 июня 2018     | Стадион Кубка мира, Чонджу, Республика Корея | Республика Корея | 2-1  | 3-1       | Товарищеский матч         |
| 8.   | 1 июня 2018     | Стадион Кубка мира, Чонджу, Республика Корея | Республика Корея | 3-1  | 3-1       | Товарищеский матч         |
| 9.   | 26 марта 2019   | Билино Поле, Зеница, Босния и Герцеговина    | Греция           | 1-0  | 2-2       | Квалификация на ЧЕ 2020   |
| 10.  | 5 сентября 2019 | Билино Поле, Зеница, Босния и Герцеговина    | Лихтенштейн      | 4-0  | 5-0       | Квалификация на ЧЕ 2020   |

## Достижения

### Клубные

#### «Железничар»
- Чемпион Боснии и Герцеговины: 2009/10
- Обладатель Кубка Боснии и Герцеговины: 2010/11

#### «Истанбул ББ»
- Чемпион Первой лиги Турции: 2013/14
- Чемпион Турции: 2019/20

#### «Трабзонспор»
- Чемпион Турции: 2021/22
- Обладатель Суперкубка Турции: 2022

### Индивидуальные
- Футболист года в Боснии и Герцеговине: 2015
- Лучший игрок чемпионата Турции в сезоне 2018/19